# Haworthia venosa
Haworthia venosa ist eine Pflanzenart der Gattung Haworthia in der Unterfamilie der Affodillgewächse (Asphodeloideae).

## Beschreibung
Haworthia venosa wächst in der Regel stammlos und sprosst langsam durch Ableger oder Ausläufer. Die 12 bis 20 ausgebreiteten bis zurückgebogenen, eiförmig-dreieckigen Laubblätter bilden eine Rosette mit einem Durchmesser von bis zu 5 Zentimeter und einer Höhe von bis zu 3 Zentimeter. Die Blattspreite ist bis zu 10 Zentimeter lang und 1,5 Zentimeter breit. Die glatte Blattoberseite ist netzartig gemustert, die Unterseite ist in der Regel leicht rau.
Der spärlich verzweigte, lockere Blütenstand erreicht eine Länge von bis zu 35 Zentimeter und besteht aus 15 bis 20 Blüten. Die verkehrt kopfige Blütenröhre ist gebogen und die inneren Perigonblätter sind zurückgerollt.

## Systematik und Verbreitung
Haworthia venosa ist in Namibia sowie den südafrikanischen Provinzen Limpopo, Westkap und Ostkap verbreitet.
Die Erstbeschreibung als Aloe venosa erfolgte 1783 durch Jean-Baptiste de Lamarck. Adrian Hardy Haworth stellte die Art 1821 in die Gattung Haworthia.
Es werden folgende Unterarten unterschieden:
- Haworthia venosa subsp. venosa
- Haworthia venosa subsp. granulata (Marloth) M.B.Bayer
- Haworthia venosa subsp. tessellata (Haw.) M.B.Bayer
- Haworthia venosa subsp. woolleyi (Poelln.) Halda

## Nachweise